# نیروی هوایی (محله تهران)

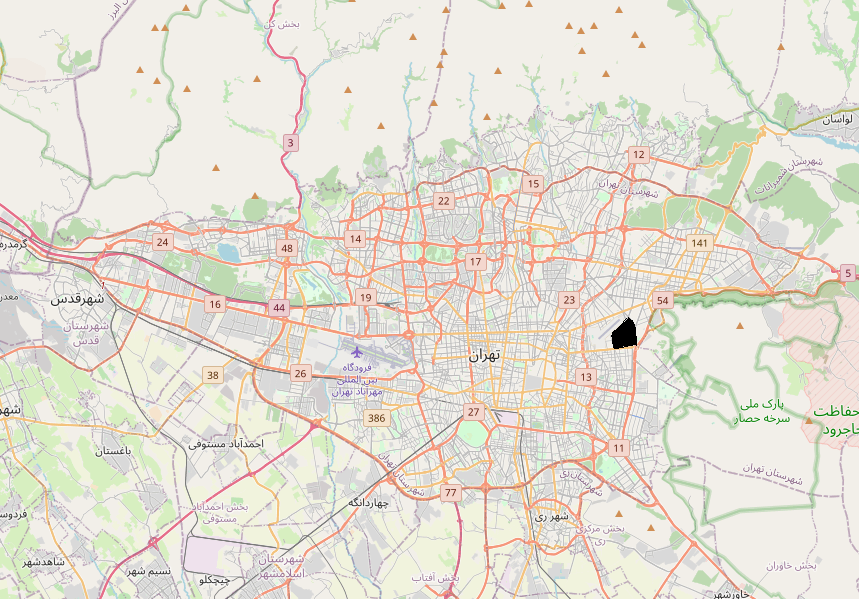

نیروی هوایی محله ای در شرق تهران است و جزئی از منطقه ۱۳ شهرداری تهران به حساب می‌آید. محله نیروی هوایی دارای هفت خیابان اصلی است که با نام های یکم، دوم، سوم و تا هفتم (سیمتری نیروی هوایی) نام‌گذاری شده‌اند. این محله از جنوب به خیابان پیروزی، از شرق به مسیل منوچهری، از شمال به پادگان نیروی هوایی و از غرب به خیابان دهقان محدود می‌شود. تراکم جمعیت بالا و کمبود فضای سبز و راه‌بندان نسبتاً سنگین محله، از معضلات این محله محسوب می‌شود.
اولین ساکنان محله افسران و درجه داران نیروی هوایی ارتش ایران بودند و به همین دلیل و همچنین مجاورت با پادگان نیروی هوایی به این نام خوانده می‌شود. تاریخچه شکل‌گیری محله نیروی هوایی به اوایل دهه ۱۳۴۰ شمسی باز می‌گردد.  نیروی هوایی از شبکه خیابانی منظمی برخودار است که خیابان‌های اصلی آن در راستای شمالی - جنوبی قرار دارند و کوچه‌های در جهت شرق به غرب امتداد یافته‌اند. خیابان پنجم، اول و فلکه دوم نیروی هوایی از مکان اصلی این محله محسوب می‌شوند که تجمع کاربری تجاری در آن‌ها بیشتر است. مثال:تمام خیابان ۱/۳۰ تا ۱۴/۳۰ جز نیرو هوایی محسوب می‌شود. از قدیمی ترین مکان های تجاری این منطقه ، تالار پذیرایی پیمان واقع در خیابان ۵/۳۱ بوده که در دهه چهل توسط حسن لاریجانی برای برگزاری مراسم های عروسی بنا گردیده. قیمت مسکن در این محله، نسبت به محله‌های مجاورش قیمتی  بالاتر می‌باشد.

افرادی معروفی که در این محله زندگی می کنند عبارتند از: علی فتح الله زاده، حمید علی دوستی و... 
پاساژ و مراکز خرید موجود در نیروی هوایی عبارتند از: مجتمع ولیعصر (واقع درخیابان 5/30) و مجتمع آفتاب (واقع در ضلع شمال شرغی فلکه اول خیابان پنجم) 